# Koczała (plaats)
Koczała (Duits: Flötenstein) is een dorp in het Poolse woiwodschap Pommeren, in het district Człuchowski. De plaats maakt deel uit van de gemeente Koczała en telt 2200 inwoners.